# 中国驻英国大使馆
中华人民共和国驻大不列顛及北愛爾蘭聯合王國大使馆（英語：Embassy of the People's Republic of China in the United Kingdom of Great Britain and Northern Ireland），简称中国驻英国大使馆，是中华人民共和国外交部設於英國的最高級別外交代表機構，亦為中國首座駐外使領館，建於1877年。清朝在1875年起開始派出駐英欽差大臣。現今之大使館位處波特兰坊49號，於1877年由時任清朝海關駐倫敦辦事處主任金登幹短期租用作公使館址之用。现任驻英大使为自2021年起就职的鄭澤光。

## 歷史

### 館址前身（1785年－1875年）
波特兰坊49號建於1785年，由英國建築師罗伯特·亚当及其弟詹姆斯·亚当合作設計，為英國18世紀的流行建築，亦為英國二級登录建筑。

### 清朝公使館 （1875年－1913年）
1875年，清朝開始向英國派駐欽差大臣。郭嵩焘獲任命為首任清朝駐英國欽差大臣，負責马嘉理事件的道歉事宜。1876年12月2日，郭嵩焘率領清朝首批駐英外交團隊從上海出發，於1877年1月21日抵達英國修咸頓。當時，時任清朝海關駐倫敦辦事處主任金登幹租用波特兰坊49號用作公使館址之用。郭嵩焘於2月7日抵達倫敦，向時任英國女王維多利亞女王呈遞國書，並就马嘉理事件道歉。公使館組織只有使臣及一二個隨員。
1896年10月11日，中華民國國父孫中山前往倫敦探望其於香港西醫書院的老師康德黎期間，被清朝公使館誘捕，關押在公使館。孫中山被關押在公使館內12天後，於10月23日獲釋。此事後來被孫中山寫成《倫敦蒙難記》。而其後中華人民共和國駐英大使館亦設立「孙中山先生蒙难纪念室」來紀念此一事件。

### 中華民國公使館／大使館 （1913年－1950年）
1913年10月6日，英國承認中華民國，中華民國繼續短期租用波特兰坊49號作為公使館之用。1924年，中華民國駐英國公使館決定長期租用該處。1926年，中華民國駐英國公使館決定同時租用隔壁51號，兩處租期均為999年。1935年，駐英公使館升格為大使館。大使館設大使1人，參事1人，祕書2－3人，隨員2－3人。

### 中華人民共和國代辦處／大使館 （1954年－至今）
1954年，中華人民共和國政府和英國建立代辦級外交關係，繼續使用波特兰坊49號作為代辦處。1972年，中華人民共和國和英國的外交關係提升為大使級，原大使館建築物因年代久遠而不敷應用。故此，中華人民共和國駐英國大使館向英國政府提出重建計劃。重建計劃獲房東和英國政府同意。但是，英國政府要求中華人民共和國政府在重建時只能拆除內部，不能拆除外牆。後經協商，英國政府同意中華人民共和國政府拆卸整幢建築物重建，但重建時外牆須回復原貌。
經英國政府批准後，中華人民共和國政府於1980年拆除舊大使館。新大使館在1983年6月在原址重建，並於1985年9月竣工。新大使館由北京建筑设计院设计，由英國Wates建筑公司负责施工。新大使館除了將原有大使館的兩道門改為一道門以外，基本保持原貌。此外，新大使館採用钢筋混凝土結構，以磚牆保護。外墙为双层砖墙，中间加保温层；占地面积830平方米，建筑面积6,000平方米。
自2000年代起，中國駐英國大使館外成為示威者反對中華人民共和國政府的場地。曾在中國駐英國大使館外所舉行的示威包括反對藝術家艾未未遭監禁 、聲援西藏獨立運動等 。中國駐英國大使館外亦是在英法輪功學員抗議之處。此景象是英國作家伊恩·麥克伊旺著作《星期六》的靈感來源之一。
2014年6月3日，在中國駐英國大使館外曾舉行悼念八九学运活動人士的“造勢”活動。
2018年5月14日，中国驻英国大使刘晓明在皇家铸币厂举行新馆房舍交屋仪式，中国驻英国大使馆将搬迁至位于伦敦东区的原英国皇家造币厂。

## 事件
2020年10月1日下午，10多名身穿黑衣的在英港人示威者，於大使館門外抗議，展示「光復香港，時代革命」和「香港獨立」旗幟。他們於大使館門外貼上「國殤日」、「賀佢老母」等標語，之後倒插及焚燒中國國旗後便離開。警員接報到場後向在場的記者詢問。中國駐英國大使館發表聲明，指示威者焚燒國旗和衝撞使館的行徑卑劣，嚴重挑戰中國主權和領土完整，並威脅使館館舍和人員安全，已經向英國警方和外交發展部提出嚴正交涉，要求英方迅速開展調查，並切實履行《維也納外交關係公約》規定。

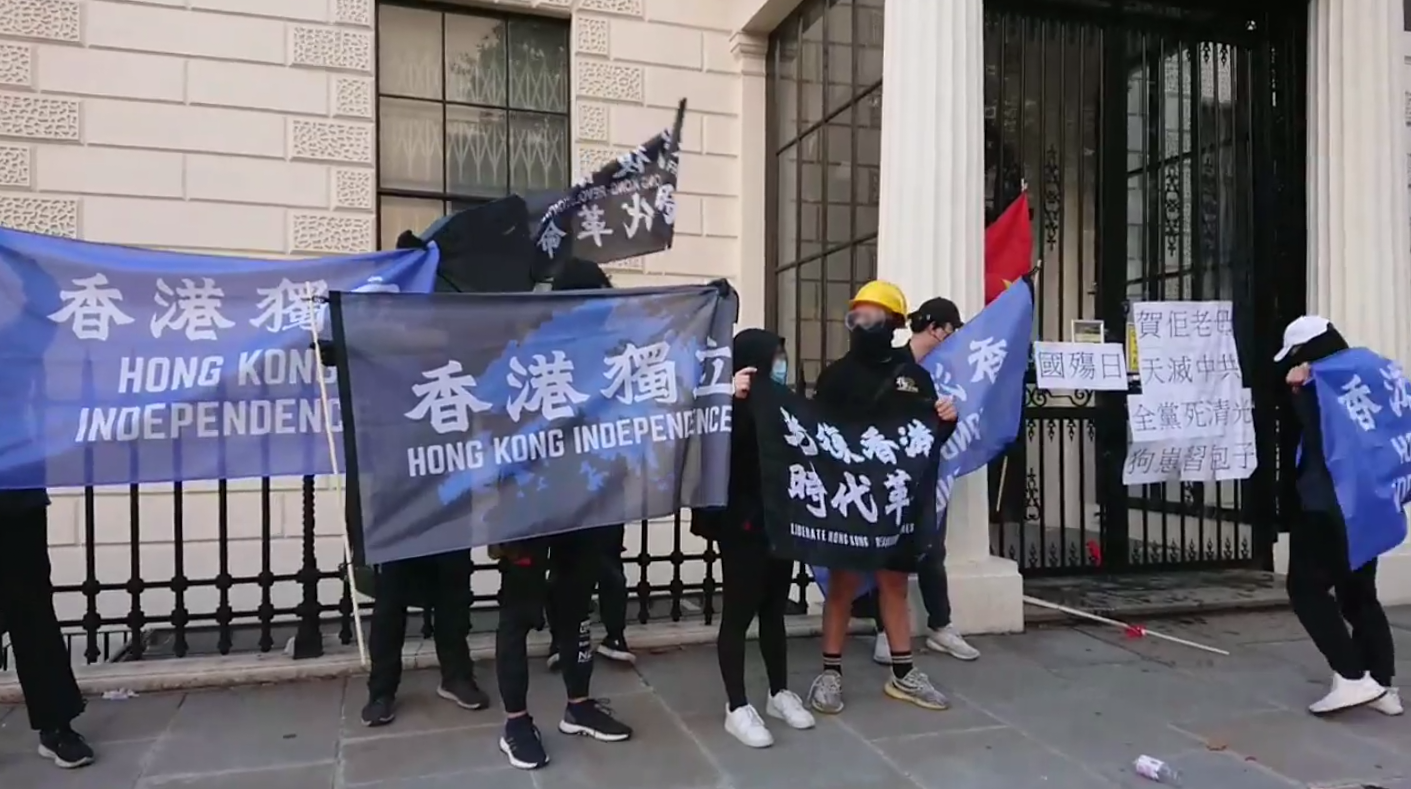
10多名身穿黑衣的在英港人示威者，於大使館門外展示「光復香港，時代革命」和「香港獨立」旗幟
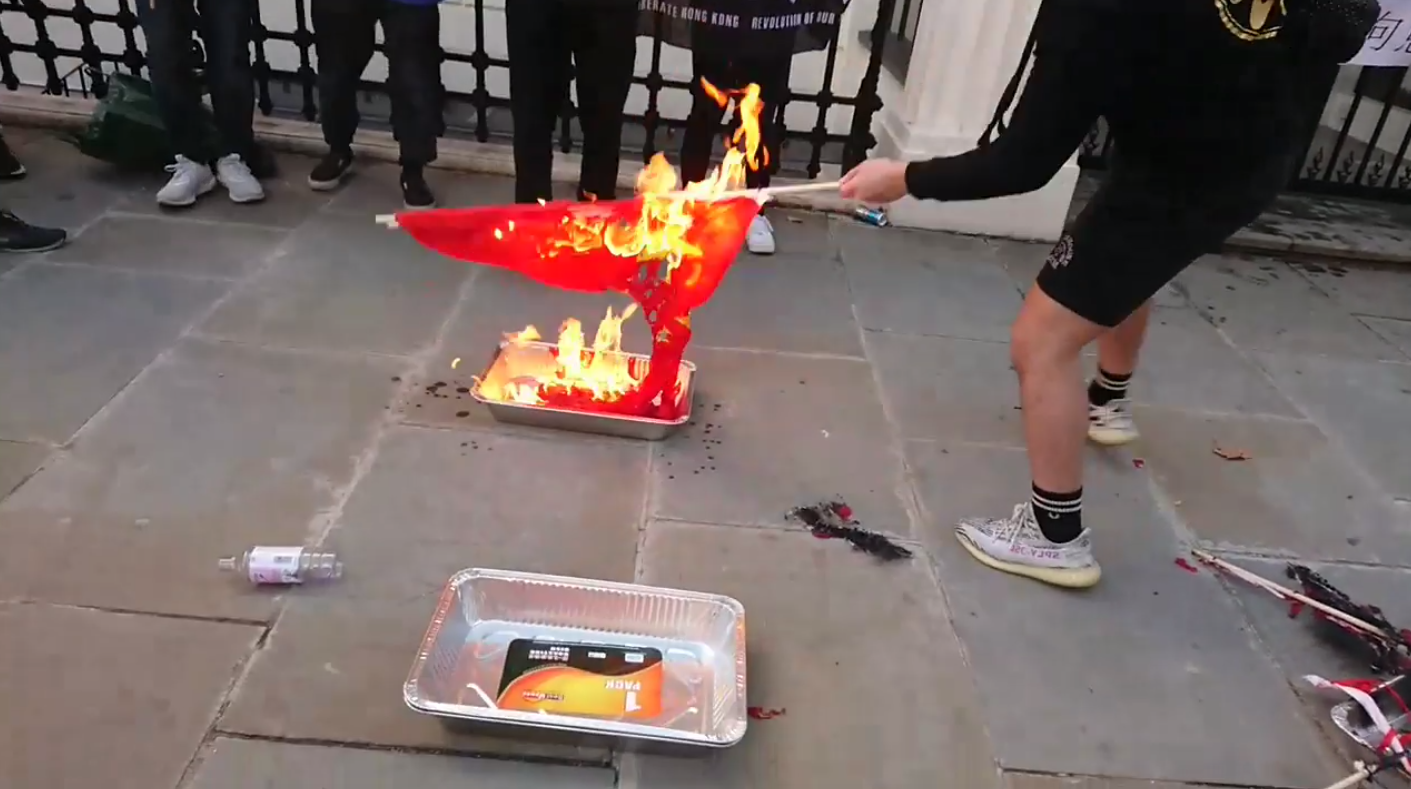
有示威者焚燒中國國旗
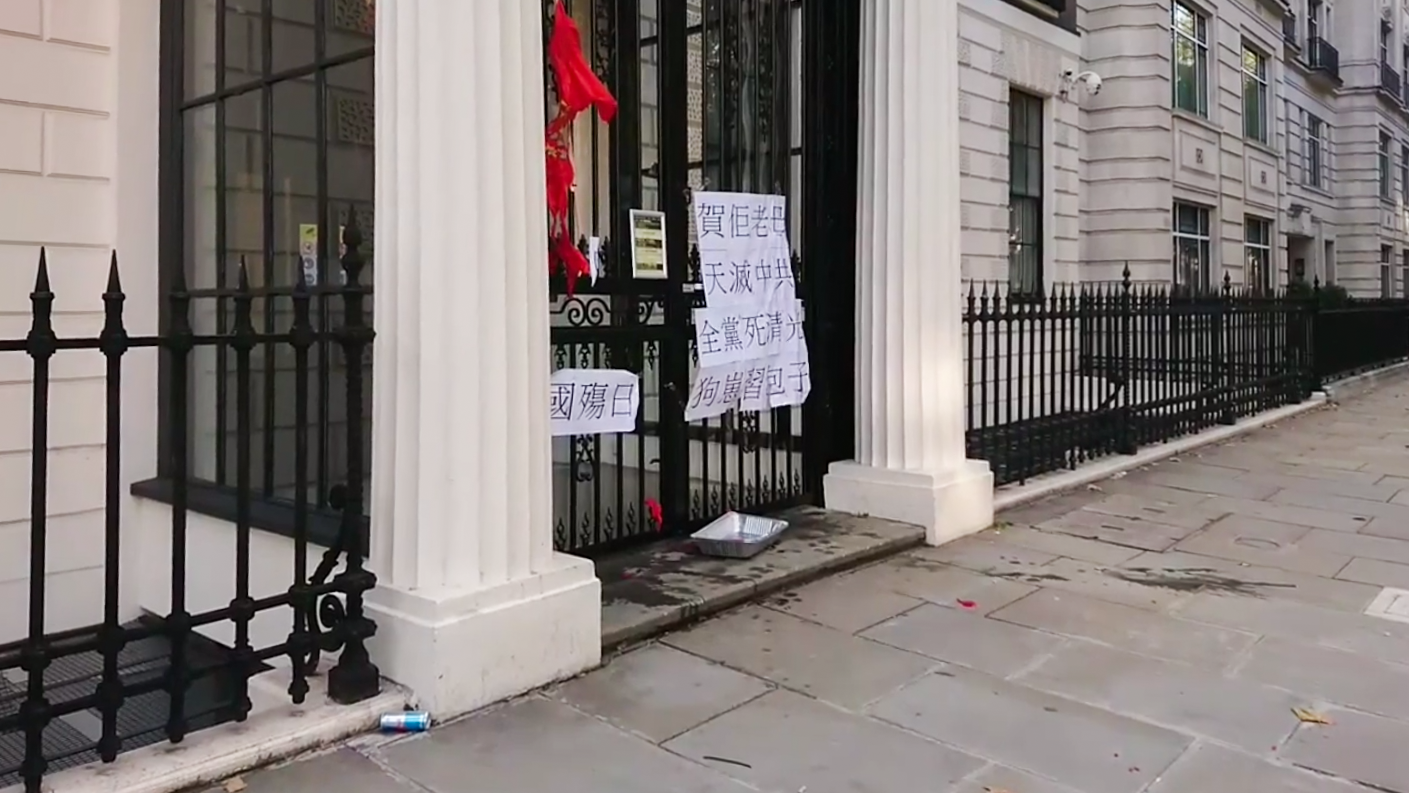
大使館門外貼上「國殤日」、「賀佢老母」等標語，並擺放已經焚燒的中國國旗

## 部門
中国大使馆承担多方面的外交合作任务，它们分成以下几个部门：
- 政治处
- 综合调研处
- 新闻和公共外交处
- 办公室
- 领事部（外设於波特兰坊31號）
- 武官处（外设於林德赫斯特路25號）
- 经商处（外设於兰开斯特门16號）
- 科技处（外设於格雷维尔广场10號）
- 教育处（外设於波特兰坊50號）
- 文化处（外设於西希思路11號）
- 海事处（外设於波特兰坊31號）

中华人民共和国在英国境内还另设有三个总领事馆，分别位于曼徹斯特、愛丁堡和貝爾法斯特。